# Den catilinska sammansvärjningen

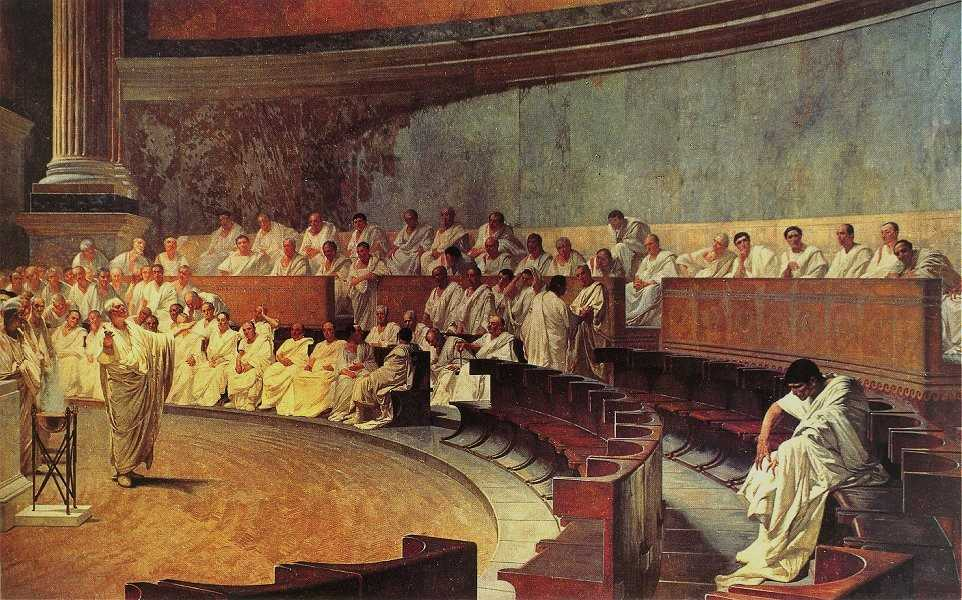
Cicero anklagar Catilina (fresk av Cesare Maccari, 1800-talet).

Den catilinska sammansvärjningen mot den romerska republiken var en konspiration, som leddes av Lucius Sergius Catilina. Den ägde rum år 63 f. Kr. och angreps av Marcus Tullius Cicero i de berömda catilinska talen.